# Muhammad Baqir al-Hakim
Muhammad Baqir al-Hakim (arabiska: محمد باقر الحكيم), född 1939 i Najaf, död 2003, var en irakisk ayatolla, politisk aktivist och ledare för en av de största shiamuslimska grupperna i Irak. Han blev fängslad och torterad som oppositionsledare mot Saddam Hussein under 1970-talet. Han flydde till Iran 1980 och återvände 10 maj 2003, några månader efter att Saddam hade förlorat makten. al-Hakim har jämförts med Irans ayatolla Khomeini eftersom han också levde i exil i flera år. Han lönnmördades några månader efter att han återvände till Irak, under en fredag då han befann sig vid Imam Ali-moskén i den shiitiska heliga staden Najaf. Han hade precis blivit klar med en föreläsning om behovet för irakisk enighet och var på väg ut från Imam Ali-moskén, då han och minst 75 andra personer träffades av en massiv bilbombsexplosion.
Muhammad Baqir al-Hakim kom från en av de mest inflytelserika familjerna bland irakiska shiiter. Fem av al-Hakims bröder och mer än ett dussin andra släktingar har mördats av Saddams regering. 
Innan den USA-ledda invasionen av Irak formade al-Hakim Supreme Council for the Islamic Revolution in Iraq (SCIRI), som främjar ett islamiskt styre i Irak och har en beväpnad armé. Gruppen satte igång alarmklockorna i Washington eftersom gruppen hade starka kopplingar till Iran. al-Hakim fördömde även de USA-ledda ockupationsstyrkorna.